# ПП-2000
ПП-2000 — російський пістолет-кулемет під набій 9×19 мм Парабелум, розроблений колективом конструкторів тульського КБ Приладобудування (акад. В. П. Грязєв, фахівці Б. І. Кузнєцов та О. І. Рассказов). Патент на конструкцію був отриманий в 2001 році, проте широкій публіці він був вперше продемонстрований в 2004 році — влітку на паризькій виставці «Eurosatory-2004» та восени на московській «Інтерполітех -2004».
ПП-2000 представляють як зброю для підрозділів правоохоронних органів, що діють в умовах міста, а також як особисту зброю самооборони для окремих категорій військовослужбовців.
У результаті дослідної експлуатації передсерійних зразків на базі відділу позавідомчої охорони при ГУВС Московської області, в базову конструкцію ПП-2000 «були внесені певні доробки, що дозволяють більш ефективно і безпечно використовувати пістолет-кулемет в міських умовах».
У 2006 році почалося серійне виробництво ПП-2000 для МВС РФ.
Нині пістолети-кулемети ПП-2000 застосовують окремі підрозділи МВС РФ і прийняті на озброєння Федеральної служби судових приставів. Пропонуються на експорт.

## Конструкція
Пістолет-кулемет побудований на основі автоматики з вільним затвором, вогонь ведеться із закритого затвора. УСМ — куркового типу.
Корпус ПП-2000 виготовлений з високоміцного пластика. Канал ствола хромований. Рукоятка керування вогнем традиційно для компактних пістолетів-кулеметів служить також горловиною для магазина.
Масивна спускова скоба може служити як додаткове переднє руків'я, а також дозволяє стріляти зі зброї, не знімаючи товстих рукавичок.
Особливістю даного пістолета-кулемета є можливість використання запасного магазина як приклада. Тим не менш, серійні ПП-2000 оснащені складним убік металевим плечовим упором, а на збройовій виставці «DEFEXPO» (у лютому 2010 р.) був представлений варіант з зручнішим нескладним пластиковим прикладом.
Також ПП-2000 може комплектуватися глушником, лазерним цілевказівником «Зеніт-4ТК», коліматорним прицілом і тактичним ліхтарем.

## Застосовувані боєприпаси
У пістолеті-кулеметі ПП-2000 можуть бути використані різні набої 9×19 мм Парабелум, в тому числі:
- Комерційні набої 9 × 19 мм російського та закордонного виробництва;
- Армійські набої 9 × 19 мм закордонного виробництва;
- Набої 9 × 19 мм тип 7Н21 і 7Н31 підвищеної потужності російського виробництва.

Куля набою 7Н31 здатна пробивати сталеві листи 3 мм завтовшки на відстані 90 метрів, 5 мм на відстані до 50 метрів і 8 мм на відстані до 15 метрів. Це забезпечує ефективність ПП-2000 в боротьбі з супротивниками в індивідуальних засобах захисту (касках, бронежилетах), а також дозволяє вражати цілі, що знаходяться за перешкодами і всередині автомобілів.

## Бойове застосування

### Російсько-українська війна
Поблизу населеного пункту Димер на Київщині спецпризначенці ГУР МО України знищили колону Росгвардії. Залишені окупантами в розбитих машинах документи 748 окремого батальйону оперативного призначення Росгвардії (в/ч 6912, м. Хабаровськ) серед яких був атестат з переліком наявної в підрозділі зброї. В переліку було названо, зокрема, пістолети-кулемети ПП-2000.
Під час заколоту «Вагнерівців» 24 червня 2023 року було поширене відео звернення генерала Сергія Суровікіна, під руками в нього знаходився пістолет-кулемет ПП-2000 з глушником.